# Febe (satèl·lit)
Febe (Saturn IX) és un satèl·lit de Saturn. Fou descobert per l'astrònom nord-americà William Pickering el 1898. Té un diàmetre de 220 quilòmetres. La seva distància a la superfície de Saturn és de 12.954.000 km i la seva massa és de 4,0·10+18 kg. Posseeix una inclinació orbital de 175,3º. Reflecteix només el 6% de la llum solar que rep. Triga nou hores a completar una rotació sobre el seu eix.
Orbita sobre Saturn en uns 18 mesos (550,4 dies) en direcció contrària a la de la resta de satèl·lits, en un pla més proper a l'eclíptica que el pla equatorial de Saturn.
El Voyager 2 va trobar que Febe és bastant vermell, i possiblement és un asteroide capturat amb una composició sense modificar des del moment en què es va formar a l'exterior del sistema solar. Té forma rugosa i esfèrica. També s'assembla a la classe comuna d'asteroides foscos carbonosos químicament molt primitius i es pensa que la seva estructura està composta per sòlids originats fora del sistema solar, en el suposat núvol de gas i pols a partir de la qual naixerien els altres planetes.